# Amlasch (Verwaltungsbezirk)
Der Schahrestan Amlasch (persisch شهرستان املش) ist ein Verwaltungsbezirk in der Provinz Gilan im Iran. Er enthält die Stadt Amlasch (auch Amlash und Amlish), welche die Hauptstadt des Verwaltungsbezirks ist.

## Kreise
- Zentral (بخش مرکزی)
- Rankoh (بخش رانکوه)

## Demografie
Bei der Volkszählung 2016 betrug die Einwohnerzahl des Schahrestan 43.225. Die Alphabetisierung lag bei 81 Prozent der Bevölkerung. Knapp 41 Prozent der Bevölkerung lebten in urbanen Regionen.
| Zensusjahr | Einwohnerzahl |
| ---------- | ------------- |
| 2011       | 44.261        |
| 2016       | 43.225        |